# Победа (телеканал)
«Побе́да» — российский телеканал, начавший вещание 9 апреля 2019 года. Входит в состав «Цифрового телесемейства» компании «Триколор». Создание телеканала было приурочено к 75-летию победы советского народа в Великой Отечественной войне.
В эфире телеканала круглосуточно показываются советские и российские фильмы, сериалы, документальные программы о Великой Отечественной войне; циклы программ собственного производства, основанные на ранее неизвестных архивных документах и материалах; свидетельства ветеранов; интервью с историками и экспертами; семейные воспоминания участников акции «Бессмертный полк», а также находки и открытия поисковых отрядов.

## Собственники
Телеканал «Победа» является частью «Цифрового телесемейства», принадлежащего компании «Триколор».
До 2022 года телеканал принадлежал АО «Первый канал. Всемирная сеть».

## Награды
- Топ-10 лучших тематических телеканалов России[5]
- Премия правительства в области СМИ (2021)[6]
- «Золотой луч». Лучшее оформление телеканала, открытие года (2019)[7]
- «Большая цифра». Лучший документально-познавательный телеканал по версии профессионального жюри и телезрителей (2020)[8]